# Rodik
Rodik este o localitate din comuna Hrpelje - Kozina, Slovenia, cu o populație de 400 de locuitori.